# Parti d'action Basotho
Le Parti d'action Basotho (en anglais : Basotho Action Party abrégé BAP) est un parti politique du Lesotho fondé le 23 avril 2021 par l'ancien ministre de la Justice et vice-président de la Convention de tous les Basotho, Nqosa Mahao,,,.
Lors des élections législatives de 2022, le parti remporte six sièges à l'Assemblée nationale.

## Résultats électoraux

### Élections législatives
| Année | Voix   | %    | Sièges  | Rang |
| ----- | ------ | ---- | ------- | ---- |
| 2022  | 29 118 | 5,65 | 6 / 120 | 3e   |